# Kids Wanna Rock
Kids wanna rock è un album di Alberto Camerini pubblicato nel 2005.

## Tracce
1. Fatti i kazzi tuoi – 3:16
2. Non parlare – 2:27
3. Gli uccelli – 3:21
4. Stai perdendo contatto – 3:43
5. Ti amo lo stesso – 2:23
6. Kalifornia punx – 2:56
7. Kids wanna rock – 3:44
8. Bum bum – 1:59
9. Batti un colpo se c sei – 2:18
10. Lo so lo so – 1:52
11. Spesa con la mamma – 3:50
12. Why – 3:07
13. Run – 2:01

Durata totale: 36:57

## Formazione
- Alberto Camerini - voce, chitarra
- Rambo - batteria
- Luca Musso - chitarra
- Marco Sambin - basso, voce